# 반지방패근
반지방패근(半指防牌筋, cricothyroid muscle) 또는 윤상갑상근(輪狀甲狀筋)은 후두를 긴장시키는 유일한 근육으로 발성을 돕는다. 위후두신경의 지배를 받는다. 반지방패근이 작용하면 갑상샘을 앞쪽으로 기울여 성대의 긴장을 보조한다.

## 구조
반지방패근은 반지연골의 앞가쪽 측면에서 시작하여 방패연골의 아래뿔과 아래쪽 방패연골판에 닿는다.

### 신경 분포
미주신경의 가지인 위후두신경이 분포하는 유일한 후두의 근육이다. 다른 후두의 자체기원근육들에는 되돌이후두신경이 분포한다.

## 기능
반지방패근은 성대를 늘이고 긴장시키는데, 반지연골활을 올리고 반지연골판의 위쪽 경계를 뒤쪽으로 기울인다. 성대돌기와 갑상샘 사이의 거리는 멀어지며 성대주름이 뒤따라 길어져 더 높은 소리가 나오게 된다. 반지방패근은 뒤반지모뿔근의 대항근이라고 할 수 있다

## 임상적 중요성
연축성 발성장애를 치료하기 위해 반지방패근에 보툴리눔 독소를 주입할 수 있다. 이때 보통 근전도를 함께 수행한다.

## 추가 이미지

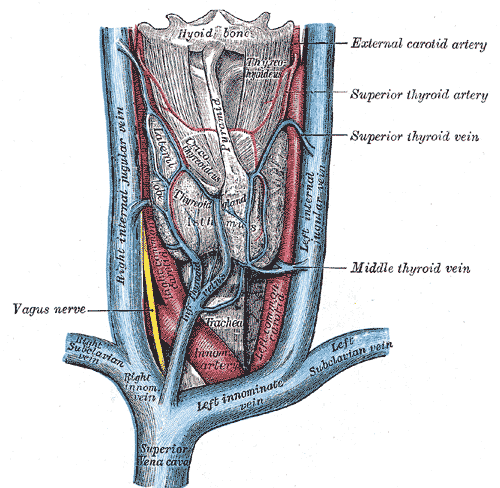
갑상샘의 정맥
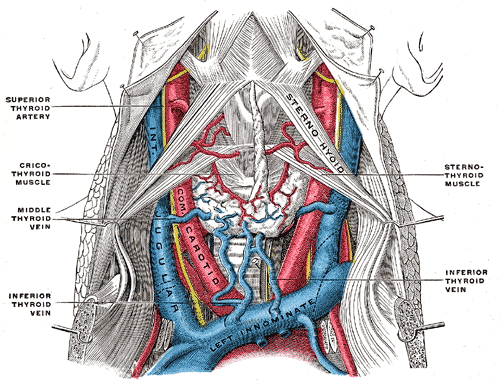
근막과 중간갑상정맥
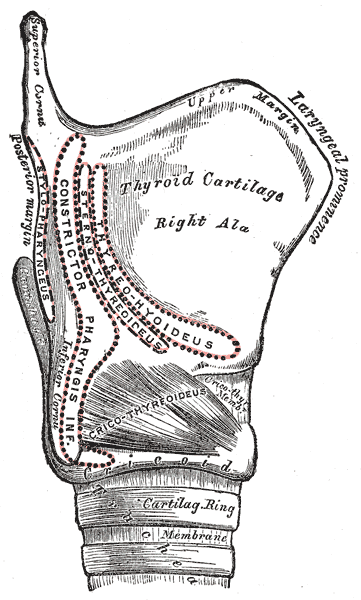
후두를 측면에서 본 모습. 근육들이 붙는 위치가 표시되어 있다.

## 같이 보기
- 후두
- 방패연골
- 후두융기